# Nuncia roeweri
Nuncia roeweri är en spindeldjursart. Nuncia roeweri ingår i släktet Nuncia och familjen Triaenonychidae.

## Underarter
Arten delas in i följande underarter:
- N. r. callida
- N. r. demissa
- N. r. gelida
- N. r. humilis
- N. r. moderata
- N. r. pilgrimi
- N. r. roeweri
- N. r. seditosa
- N. r. unica